# Масарикова стаза
Масарикова стаза (чеш. Masarykův okruh) је ауто-мото тркачка стаза у близини Брна у Чешкој Републици.
Стаза је добила име по првом председнику Чехословачке Томашу Масарику.

## Историја
Прва трка на овој стази се возила у недељу 28. септембра 1930. године.
Стаза је тада била дугачка 29,1km, а тријумфовао је немачки возач Фон Морган у Бугатију.
Трке мотора су почеле да се возе на стази у Брну од 1950. године.
Од 1965. трка под називом Велика награда Чехословачке (односно сада ВН Чешке) се вози на овој стази у оквири светског шампионата у мото-тркама.